# Deirdre Quinn
Deirdre Quinn est une actrice américaine née en 1970.

## Biographie
Diplômée en 1993 (theatre major) du Lynchburg College, Lynchburg, Virginie. Également diplômée du NYU Tisch-The Column Theatre & et du programme Sanford Meisner.
Elle s'est mariée en 2004 avec Brett Karns,.

## Publicité
Elle a aussi participé à des campagnes de publicité : 
- shampoing Infusium 23 (2003)
- savon Irish Spring (Waterfall Clean)
- Pringles
- Toyota
- ordinateurs Brother GeoBook
- bars Entenmanns
- Extra Gum
- jeans Gitano
- magazine Men's Health
- Picture Pursuit
- Red Lobster
- Rosa Rita Mexican Food
- Vision Corner
- Beggars & Choosers
- Cherry 7up Girl
- TJ Maxx

## Filmographie

### Cinéma
- 2000 : Miss Détective (Miss Congeniality) de Donald Petrie : Mary Jo Wright, Miss Texas
- 2002 : New Suit de François Velle : réceptionniste de Big Agency

### Télévision

#### Téléfilm
- 2000 : Une dernière danse (The Last Dance) : Helen Parker jeune
- 2003 : Le Journal d'Ellen Rimbauer (The Diary of Ellen Rimbauer) de Craig R. Baxley : Fanny
- 2007 : Faux frères (Jane Doe: Ties That Bind) : Jessica Saunders
- 2008 : Aces 'N' Eights (en) : Jo Tanner

#### Série télévisée
- 1996 : The City (épisode du 26 septembre 1996) : Natasha
- 1997 : Apartment 2F (en) (saison 1, épisode 04 : Ass Clock : fille excitée à la vidéo
- 2000 : Diagnostic : Meurtre (Diagnosis Murder) (saison 8, épisode 03 : Dans la peau de l'autre) : Teri Deegan
- 2000 :  Les Experts (CSI: Crime Scene Investigation) (saison 1, épisode 09 : Panique en plein ciel) : Shannon, hôtesse de l'air
- 2005 : DOS : Division des opérations spéciales (E-Ring) (saison 1, épisode 10 : L'Oublié) : Sharon Starkey
- 2006 : Les Experts : Manhattan (CSI: NY) (saison 2, épisode 22 : La Preuve par trois) : Elle Jeffries
- 2006 : Heroes (6 épisodes) : Tina
- 2007 : K-Ville (saison 1, épisode 01 : Après l'ouragan) : Sarah Napier